# John Davies (istoric)
John Davies (n. 25 aprilie 1938 – d. 16 februarie 2015) a fost un istoric galez și un prezentator de radio și televiziune. A urmat studiile în Cardiff și Cambridge și a predat limba galeză la Universitatea Aberystwyth. A scris numeroase cărți despre istoria galeză. 